# Rouvrois-sur-Othain
Rouvrois-sur-Othain è un comune francese di 207 abitanti situato nel dipartimento della Mosa nella regione del Grand Est.

## Società

### Evoluzione demografica
Abitanti censiti